# La Perle
Pour les articles homonymes, voir Perle (homonymie).

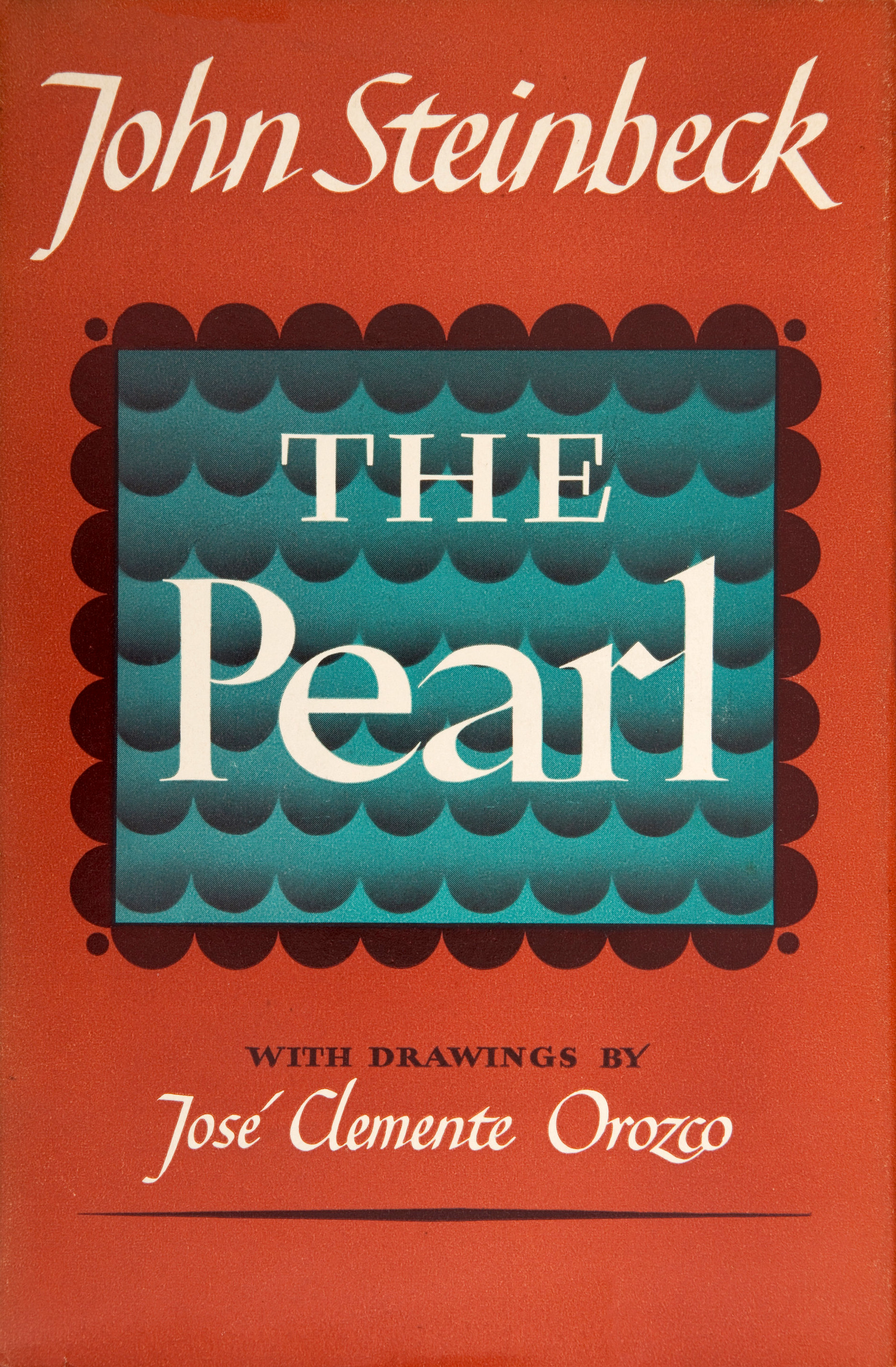
Couverture de la première édition anglaise (1947).

La Perle (titre original : The Pearl) est un roman court américain de John Steinbeck, publié en 1947. C'est un de ses romans les plus populaires.
La Perle raconte l'histoire de Kino, un pêcheur de perles, et fait partie des œuvres de Steinbeck qui s'inspirent de thèmes naturels. Ce roman court, rédigé dans un style simple et concis, contient quelques éléments de critique sociale. Il a été adapté au cinéma en 1947 par le réalisateur américano-mexicain Emilio Fernández, sur un scénario écrit par Steinbeck.

## Résumé
Kino, un pauvre pêcheur de perles, vit avec sa femme Juana et leur bébé Coyotito dans une hutte de la péninsule mexicaine de Basse-Californie. Malgré leur misère absolue, ils vivent un bonheur modeste. L'endroit est paradisiaque, car « la mer et la terre offraient tout à la fois la précision aiguë et la nébulosité d’un rêve » et, autour d'eux, les pauvres gens croient beaucoup aux choses de l’esprit et de l’imagination. Kino chante souvent : « Ici c’est la sécurité, ici c’est la chaleur, ici c’est le tout. » Il connaît plein de chansons pour la mer, le soleil, la lune, les poissons et la famille. Il chante aussi la douce mélodie de la perle. Beaucoup de musicalité dans ce coin perdu enchante le cœur et le fait murmurer harmonieusement avec l’environnement. Trouver une perle relèverait d’un coup de chance et serait « un signe de l’amitié de Dieu et des dieux ». Kino prie et espère que son fils guérisse de cette maudite piqûre de scorpion. Le seul médecin du village n’a pas voulu le soigner, car il n’avait pas assez d’argent pour le payer. Comme le besoin est profond, Kino continue à prier, à espérer obtenir la chance nécessaire pour guérir son fils. Il continue à y croire et à chanter avec acharnement la secrète mélodie de la perle, pourvu qu’il en accroche une, juste une serait suffisante pour sauver l’épaule de Coyotito. Seulement, il ne faut pas trop désirer une chose, car cela détourne la bonne chance, c’est ce qu’on pense au village. Et puis voilà que la chance sourit : Kino perçoit au fond de la mer un reflet lumineux. Serait-ce la chance ou une illusion ?... Non, la grosse perle était là ! « La grosse perle, parfaite comme une lune. Elle accrochait la lumière, la purifiait et la renvoyait dans une incandescence argentée. Elle était aussi grosse qu’un œuf de mouette. C’était la plus grosse perle du monde. » La perle de tous ses rêves impossibles, de tous ses désirs délirants et de toutes ses espérances enfouies, est là. La chanson de l’amour devient intense, vibrante, battante, exaltante, majestueuse et triomphante. Comment peut–on avoir une telle chance ? Il s’achètera des habits neufs, il épousera bientôt Juana à l’église, il s’achètera un fusil et Coyotito ira même à l’école pour « s’assurer lui-même de ce qui est écrit dans les livres ». Cette perle sera « l’assurance du futur, de l’aisance, de la sécurité. Elle sera aussi sa chaude iridescence, la panacée contre la maladie, le mur contre les insultes... ». Kino rêve éveillé, de grands rêves d’homme qui vont changer son destin.
Rapidement, la nouvelle de la grosse perle se répand dans toute la ville. Mais l’esprit de la perle réveille aussi bien des esprits maléfiques d’avidité, de haine, de vanité et de malveillance. Kino sera désormais seul et désarmé face à tout Il sent le mal rôder le soir aux aguets, près de sa maison. Le noir, l’ombre, le lointain deviennent de plus en plus pesants et s’abattent sur lui. Il devient de plus en plus furieux. Juana, de toute son âme de femme, regrette la vie paisible d’avant la Perle. Elle sent que son mari « à moitié fou et à moitié Dieu », que son homme « se lancerait de toute sa force contre la montagne, précipiterait toute sa force contre la mer... ». Elle sait aussi que « la montagne resterait immuable, tandis que l’homme se briserait, que les marées se poursuivraient, tandis que l’homme se noierait ». Mais elle n’arrive pas à persuader Kino d’abandonner cette perle maudite, car pour lui « cette perle est devenue son âme à présent, s’il l’abandonne, il perdrait son âme ».
Kino refuse de vendre la perle au prix honteusement dérisoire que lui ont proposé les marchands en ville, prétextant que cette perle n’est qu’une curiosité. Il part à la capitale pour bien la vendre. Lors d’une nuit, on tente de le tuer ; en se défendant, il est contraint de tuer un homme. Il trouve la pirogue héritée de son père aussi longtemps entretenue, sa seule source de revenu, défoncée ; et sa hutte, son seul abri, incendiée. La musique maudite commence à hanter l’atmosphère, le vent du mal commence à souffler. Il s’enfuit avec sa femme et son fils, emportant la perle vers une ville proche. Il est pourchassé, flairé par les pisteurs qui veulent sa peau et la perle. Son flair le guide et « son instinct ancestral » l’accompagne. Il chante le chant de combat pour garder son courage d’homme. Après quelques jours, on le voit revenir sa femme et lui, seuls, au village, découragés et désespérés, à jamais sans le petit tué par les chasseurs. Kino jette la perle dans la mer et « la musique de la perle s’estompa et ne fut plus qu’un murmure et se tut à jamais. » Et « comme l'histoire a été si souvent racontée, elle est enracinée dans la mémoire de tous. Mais, tels les vieux contes qui demeurent dans le cœur des hommes, on n'y trouve plus que le bon et le mauvais, le noir et le blanc, la grâce et le maléfice sans aucune nuance intermédiaire... ». Telle est l’histoire de Kino. Elle ressemble aux histoires de milliers de gens opprimés et injustement accablés de leur triste sort, de leur exclusion, à jamais, de toute leur vie.

## Commentaire
Steinbeck tire son récit d'un conte traditionnel mexicain. Comme la plupart de ses romans, La Perle décrit les effets de la pauvreté et de la richesse, insistant surtout sur la corruption qui peut découler de la richesse, et évoquant les péchés capitaux. Il dépeint aussi la condition des pêcheurs de perles et les risques de leur métier.
La trame fluide du récit est tissée autour d’une intrigue où les événements se succèdent à un rythme qui maintient la tension jusqu’au dénouement dramatique de l’histoire.
Le texte contient quelques moralités classiques, comme l’argent ne fait pas le bonheur, mais Steinbeck dépeint la misère pour faire prendre conscience des existences malheureuses, et surtout des conditions de vie des pêcheurs de perles, exploités et asservis par les marchands de pierres précieuses qui font la loi. Il dénonce ce clivage social, cette misère pénible et sans espoir, car demain sera toujours pareil tant que les riches seront d’un côté et les pauvres de l’autre. Ce qui fait vivre, ce sont les rêves et l’imagination florissante. C’est le vrai pouvoir des démunis, le pouvoir qui les fait tenir à la vie et qui les fait espérer. Le seul pouvoir de garder une dignité et une fierté d’homme est pour eux le seul pour accéder à un bonheur si modeste et si illusoire soit-il : un bonheur, le leur.
Steinbeck, par son art, fait d’une histoire banale un récit aux échos social, politique, philosophique et anthropologique dans un style musical, poétique et imagé : bruissement des feuilles d’arbres, mouvement du vent et des grains de sable. La musicalité tient également au style fluide et bien rythmé du romancier, comme autant de métaphores des mélodies de la région évoquée.
Il décrit les états d’âme des personnages, surtout celle relative à la description de la perversion de Kino quand il a été transfiguré en un homme riche capable de réaliser ses rêves ; en un homme féroce capable de tuer pour sauver sa perle ; en un homme imbattable, décidé à continuer son chemin quoi qu’il arrive ; puis, à la fin, en un homme renonçant et atterré par ce qui lui arrive. Les passages acérés et tranchants sur les comportements humains et toutes ces descriptions des vices et des vertus humains acquièrent un réalisme sans complaisance.

## Adaptation
- La Perla, un film américano-mexicain d'Emilio Fernández, adapté du roman, est sorti en 1947[2].
- The Pearl, un film d'Alfred Zacharias, sorti en 2001.